# Эврос
Э́врос (греч. Νομός Έβρου) — один из номов республики Греция, являющийся частью периферии Восточная Македония и Фракия, на территории историко-культурной области Западная Фракия. Своё название ном получил по греческому названию реки Марица — Эврос.
Административное деление на номы упразднено в 2010 году по программе «Калликратис».
Площадь — 4241,615 квадратного километра (один из самых больших номов Греции). Административный центр нома — город Александруполис. Другие важные города: Дидимотихон, Орестиас, Суфлион и Фере.

## Население
Христианское население представлено почти исключительно греками (95 %), большинство из которых являются вторым-четвёртым поколением греческих беженцев из Малой Азии и Восточной Фракии. Мусульмане составляют 5 % населения района. При этом половина из них имеют турецкое и половина — болгарское происхождение (помаки). Большинство мусульман — турки с родным турецким, 10 % населения нома и 20 % мусульман составляют помаки, группа с родным болгарским, но сильно отуреченная из-за дискриминационной политики греческих властей.
По данным димарха Александруполиса Эвангелоса Ламбакиса (Ευάγγελος Λαμπάκης) около 10 % населения нома составляет русскоязычное население, власти планируют возвести православный храм для русскоязычных прихожан.
В последние годы Эврос превратился в своего рода транзитный пункт для потока мигрантов из стран Северной Африки и Ближнего Востока в Европейский союз.

## Климат
В районе господствует преимущественно средиземноморский климат, более прохладный в северной части.

## Экономика
В последнее время правительство прикладывает некоторые усилия по развитию его экономики.

## Экология
На территории нома располагаются два национальных парка европейского значения:
- Национальный парк «Дадья-Лефкими-Суфлион». Объявлен заповедником с 1980 года.

Планируемый российско-болгаро-греческий нефтепровод Бургас — Александруполис по первоначальному проекту проходил и по территории парка.
Общественные организации настаивают на том чтобы он обошел парк.
- Национальный парк «Дельта Эвроса»[греч.]. Дельта Эвроса находится под защитой Рамсарской конвенции.